# 成田車掌区
成田車掌区（なりたしゃしょうく）は、千葉県成田市にかつてあった東日本旅客鉄道（JR東日本）千葉支社の車掌が所属する組織。

## 歴史
- 2012年（平成24年）3月17日：我孫子 - 成田間の行路を東京支社我孫子運輸区に移管[1]。
- 2012年（平成24年）5月19日：廃止。行路は佐倉運輸区・銚子運輸区に移管。